# Манастир Сретење (Овчар)
Манастир Сретење се налази у Дучаловићима, месту у општини Лучани, под самим врхом планине Овчар на 800 метара надморске висине. По писаним подацима манастир Сретење се први пут помиње у манастиру Јовању 1571. године, а спомиње се и његово рушење 1623. године, што његово настајање и постојање датује за претходни временски период. Предање вели да је са врха Овчара бачена круна(корона) па се гледало где ће да падне, ту ће се градити црква. По том догађају се и брдо изнад самог манастира зове Короњско брдо.
Манастир Сретење представља непокретно културно добро као споменик културе од великог значаја. Постоји Метох манастира Сретење у селу Паковраће.

## Обнова манастира
Манастирска црква је обновљена трудом монаха Никифора Максимовића, који је после обнове манастира Преображења, 1818. године почео обнову манастира Сретење, тада је обновљена црква, конак, бедеми. По жељи Кнеза Милоша, ради великих заслуга је произведен за архимандрита манастира Сретење, а касније је хиротонисан за Епископа Ужичког, Нићифора Максимовића. Упокојио се 1853. године и сахрањен је у сретењској цркви.

## Старешине манастира
- Ана Аџић, игуманија манастира (1947—1951)
- Јована Србовић игуманија манастира (1951—1975)
- Минодора Шишовић, игуманија манастира (1975—2005)
- Аквилина Стокић, игуманија манастира (2005—2020)
- Нина Стокић, игуманија манастира (2021—данас)

## Изглед цркве

### Архитектура
Манастирска црква је подигнута као једнобродна грађевина, са дубоком, споља петостраном олтарском апсидом, плитким правоугаоним певницама и припратом готово квадратне основе, над којом је подигнута кула-звонара. Засведена је полуобличасто, са слепом калотом над припратом. Фасадна декорација сведена је на камени сокл и благо профилисан кровни венац. Доње партије наоса, олтарске апсиде и зидане олтарске преграде, као и мермерна амвонска розета у облику шестокраке звезде, са бордуром од срцоликих листова бршљана, датују сретењски храм на крај 16. века.

### Живопис
Живопис наоса, олтарског простора и зидане олтарске преграде из 1844. године рад је Живка Павловића из Пожаревца, док је Никола Јанковић аутор сликане декорације припрате. На строгост у избору, како иконографских тако и ликовних решења, и овако конзервативног зографског сликарства, са тек понеким елементом барока, утицао је дубоко религиозан Нићифор Максимовић. Олтарска фреска приказује свештеника коме је Анђео везао руке јер је недостојан и неспреман да служи Свету Литургију.
Манастирски комплекс је опасан зидом 1845. године. Већина конака, као и имање са виноградом у Паковраћу, припадају времену ужичког епископа.

### Манастирска ризница
Манастирска ризница је значајна, ту се чува јеванђеље, поклон из Русије, бакропис који представља изглед манастира, књиге, значајне иконе.

## Манастирска слава
Манастирска слава је Сретење Господње празнује се 15. фебруара( 2. фебруар по православном календару), а слава капеле Покрова Пресвете Богородице 14. октобра( 1. октобар по православном календару).
Свету Литургију служе свештеномонаси манастира Преображење сваке недеље и празником у 8 часова.
Последње велико страдање манастира се десило 1941. године кад је манастир бомбардован од стране Немаца. Од 1948. године манастир је женски.
У порти је у скорије време изграђен велики конак коме је дограђена капела посвећена Покрову Пресвете Богородице.
Конзерваторско-рестаураторски радови на архитектури и зидном сликарству обављени су током 1988. године.

## Галерија
- Манастирски комплекс
- Црква манастира Сретење
- Манастир Сретење фотографисан са врха Каблара
- Детаљ из порте
- Црква манастира Сретење
- Врата на олтару
- Звона на звонику
- Степениште унутар звоника
- Конаци
- Црква
- Никифор Максимовић